# Petermax Müller

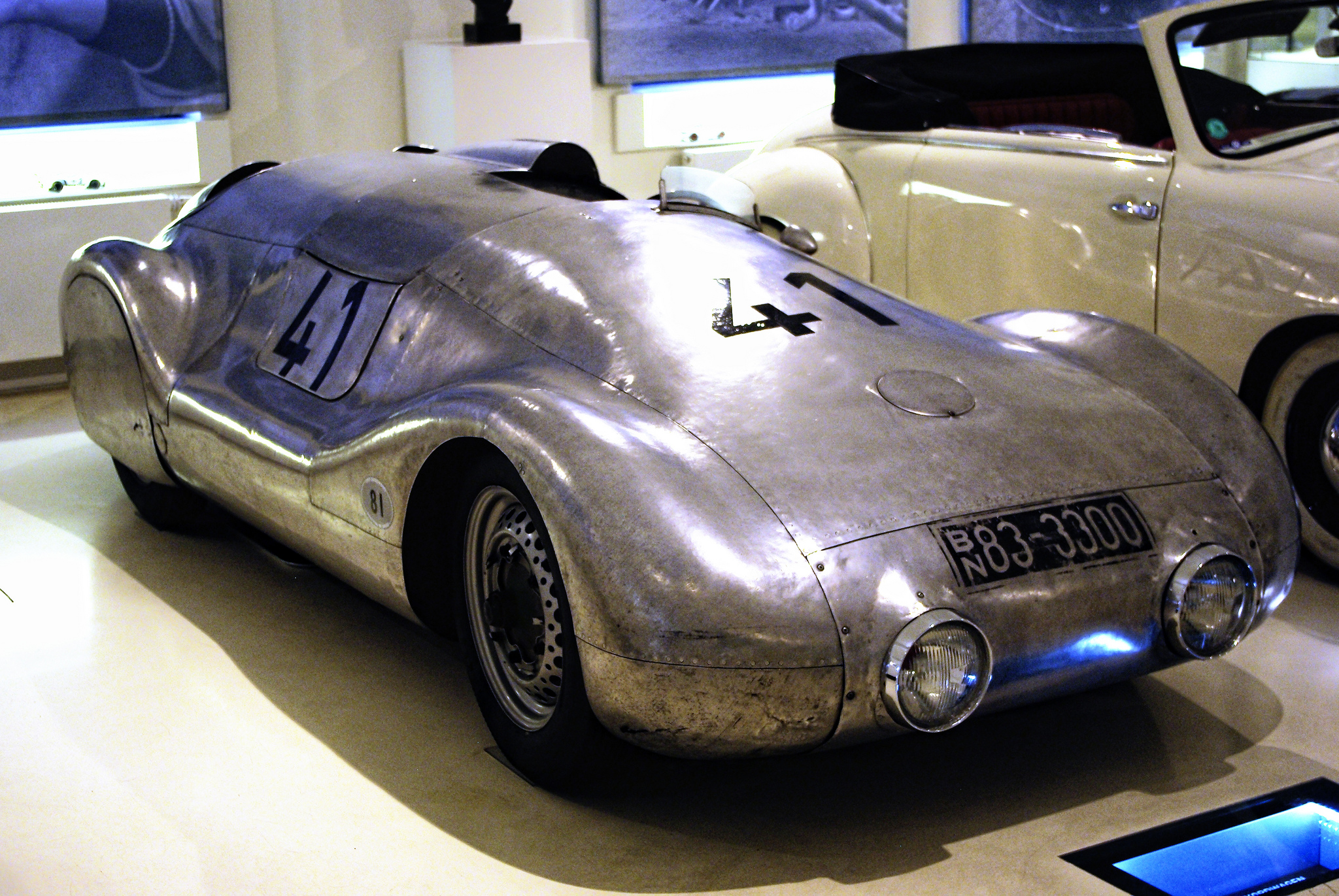
Stromlinienfahrzeug von Petermax Müller (eines von sechs, 1946 bis 1949)

Petermax Müller (* 21. Januar 1912 in Potsdam; † 29. März 2002 in Hannover) war ein deutscher Automobilrennfahrer und -händler.

## Leben
Nach dem Besuch des Gymnasiums absolvierte der Sohn eines Werftbesitzers eine Lehre als Automobilkaufmann bei den Brennabor-Werken in Brandenburg an der Havel. 1937 begann er mit dem Vertrieb der Auto-Union-Marken DKW, Wanderer und Horch in Potsdam, später auch in Berlin-Steglitz. Daneben war Müller im Rennsport tätig. 1938/39 nahm er mit einem DKW Meisterklasse erfolgreich an der Rallye Monte Carlo teil. Während des Zweiten Weltkriegs produzierte er Holzgas-Generatoren für Personenkraftwagen. Am Ende des Krieges floh er nach Velpke bei Helmstedt. In der Zeit von 1946 bis 1949 konstruierte er insgesamt sechs Rennwagen, mit denen er 1948 und 1949 deutscher Meister werden konnte. Zudem gewann er 1949 das Maschseerennen, das einzige Autorennen, das je in Hannover stattfand. 1950 ließ er sich mit einem Autohandel in Hannover nieder. Zu Beginn der 1950er Jahre stellte er mit VW und Porsche insgesamt 8 Weltrekorde und 22 nationale Bestleistungen auf. Zwischen 1952 und 1954 nahm er an den Rallye Monte Carlo und der Fernfahrt Lüttich–Rom–Lüttich sowie 1952 und 1953 am 24-Stunden-Rennen von Le Mans teil. 1972 gewann er in Monte Carlo den Teampreis für die beste Mannschaft. Müller starb im Alter von 90 Jahren. 

## Ehrungen
- Bundesverdienstkreuz am Bande (14. September 1984)[1]

## Statistik

### Le-Mans-Ergebnisse
| Jahr | Team       | Fahrzeug      | Teamkollege                | Platzierung | Ausfallgrund    |
| ---- | ---------- | ------------- | -------------------------- | ----------- | --------------- |
| 1952 | Porsche KG | Porsche 356/4 | Fritz Huschke von Hanstein | Ausfall     | Getriebeschaden |
| 1953 | Porsche KG | Porsche 356   | Auguste Veuillet           | Ausfall     | Motorschaden    |

### Einzelergebnisse in der Sportwagen-Weltmeisterschaft
| Saison | Team    | Rennwagen   | 1   | 2   | 3   | 4   | 5   | 6   | 7   |
| ------ | ------- | ----------- | --- | --- | --- | --- | --- | --- | --- |
| 1953   | Porsche | Porsche 356 | SEB | MIM | LEM | SPA | NÜR | RTT | CAP |
| 1953   | Porsche | Porsche 356 | DNF |     |     |     |     |     |     |